# Lebensraum
Lebensraumⓘ (tiếng Đức cho "môi trường sống", "không gian sống" hoặc "không gian sinh tồn") là một trong những quan niệm chính trị chủ yếu của Adolf Hitler, và là một cương lĩnh quan trọng trong hệ tư tưởng Quốc xã. Nó có chức năng như một động cơ thúc đẩy các chính sách bành trướng của Đức Quốc xã, với mục tiêu cung cấp thêm không gian cho sự phát triển của dân số Đức, cho một nước Đức mạnh hơn. Trong quyển Mein Kampf của Hitler, ông ta đã bày tỏ lòng tin của mình một cách chi tiết rằng người Đức cần "Lebensraum" ("không gian sống", đó là đất và nguyên liệu thô), và nó có thể được tìm thấy ở phương Đông. Giết, trục xuất, hoặc nô dịch hóa người Ba Lan, Nga, và những nhóm người Slav khác (những chủng tộc bị coi là yếu kém hơn) và phục hồi số người đã mất bằng cách đưa dân Đức vào sinh sống đã là một chính sách công khai của những người Quốc xã. Toàn bộ cư dân thành thị sẽ bị tiêu diệt bằng cách bỏ đói, từ đó tạo ra thặng dư nông nghiệp để nuôi nước Đức.

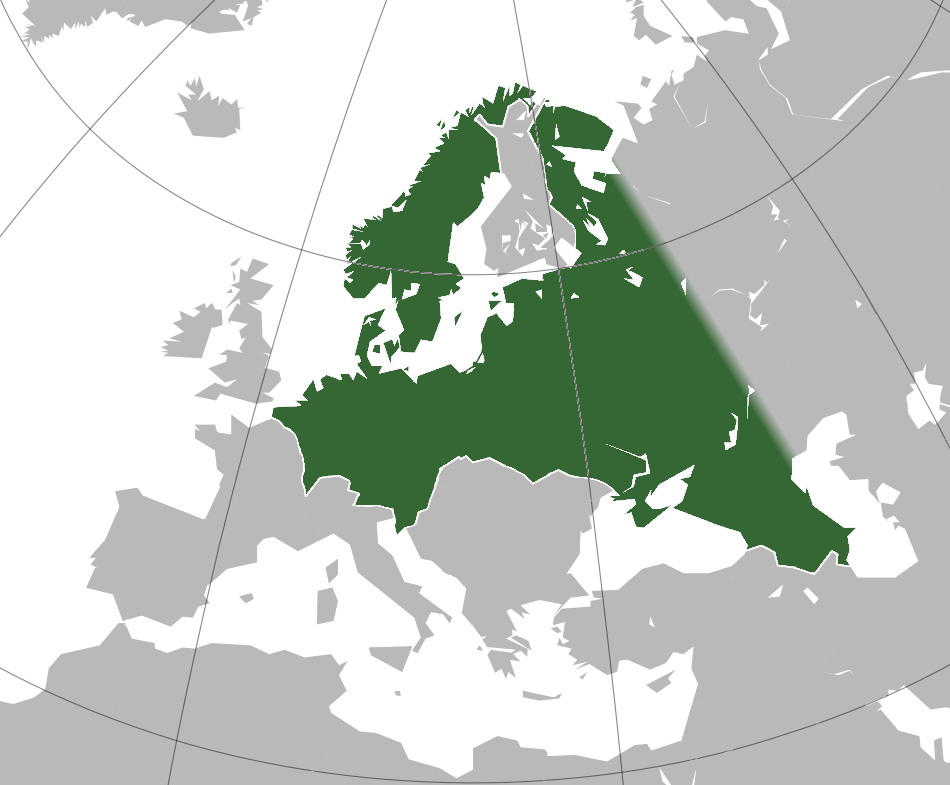
Đại Đức Reich, được thực hiện với các chính sách Lebensraum, có ranh giới bắt nguồn từ các kế hoạch Generalplan Ost, cơ quan hành chính nhà nước và Schutzstaffel (SS).

Trong quyển Mein Kampf, Hitler đã bày tỏ quan điểm của mình rằng lịch sử là một cuộc đấu tranh không giới hạn đến chết giữa các chủng tộc. Kế hoạch chinh phục Lebensraum của ông ta có quan hệ mật thiết với quan điểm phân biệt chủng tộc và niềm tin của ông ta vào chủ nghĩa Darwin xã hội. Chủ nghĩa phân biệt chủng tộc không phải là một khía cạnh cần thiết của đường lối chính trị bành trướng nói chung, và cũng không phải là hàm ý căn nguyên của thuật ngữ "Lebensraum". Tuy nhiên, dưới thời Hitler, thuật ngữ này biểu hiện một chủ nghĩa bành trước đặc biệt, mang tính phân biệt chủng tộc.